# Noctua comes

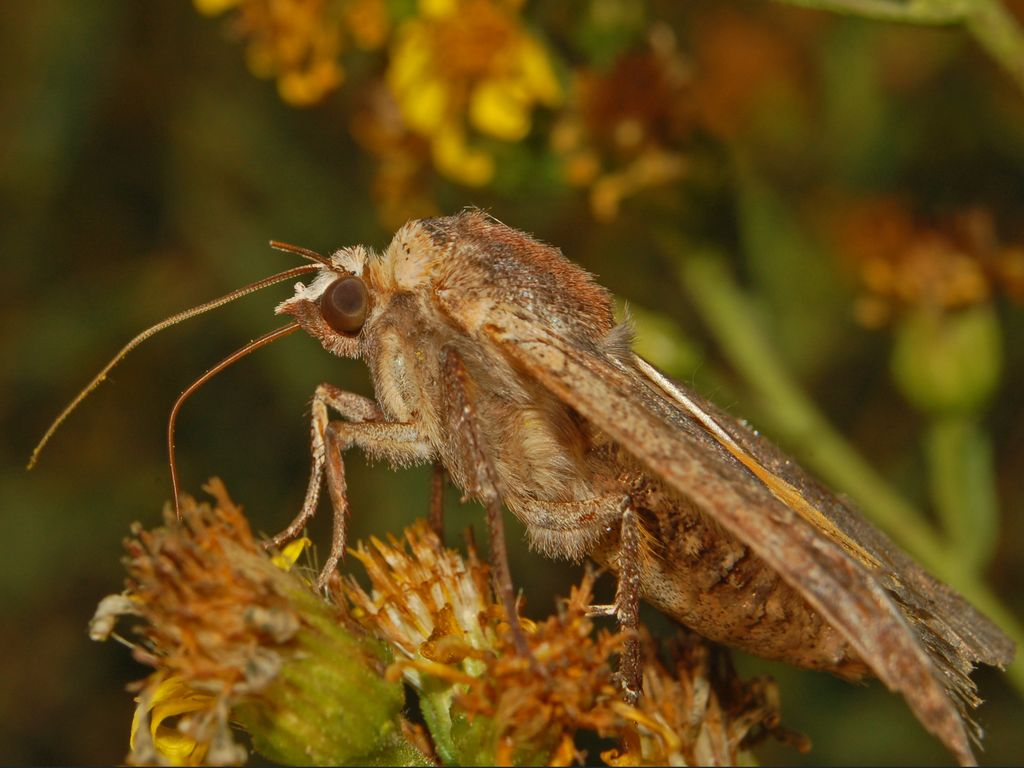
Lateral view

Noctua comes là một loài bướm đêm thuộc họ Noctuidae. Nó được tìm thấy ở khắp châu Âu. Nó đã được du nhập vào British Columbia khoảng năm 1982 và đã tràn xuống phía nam ở Thái Bình Dương tây bắc. Gần đây nó được ghi nhận từ Ontario (Crolla 2008).

## Hình ảnh

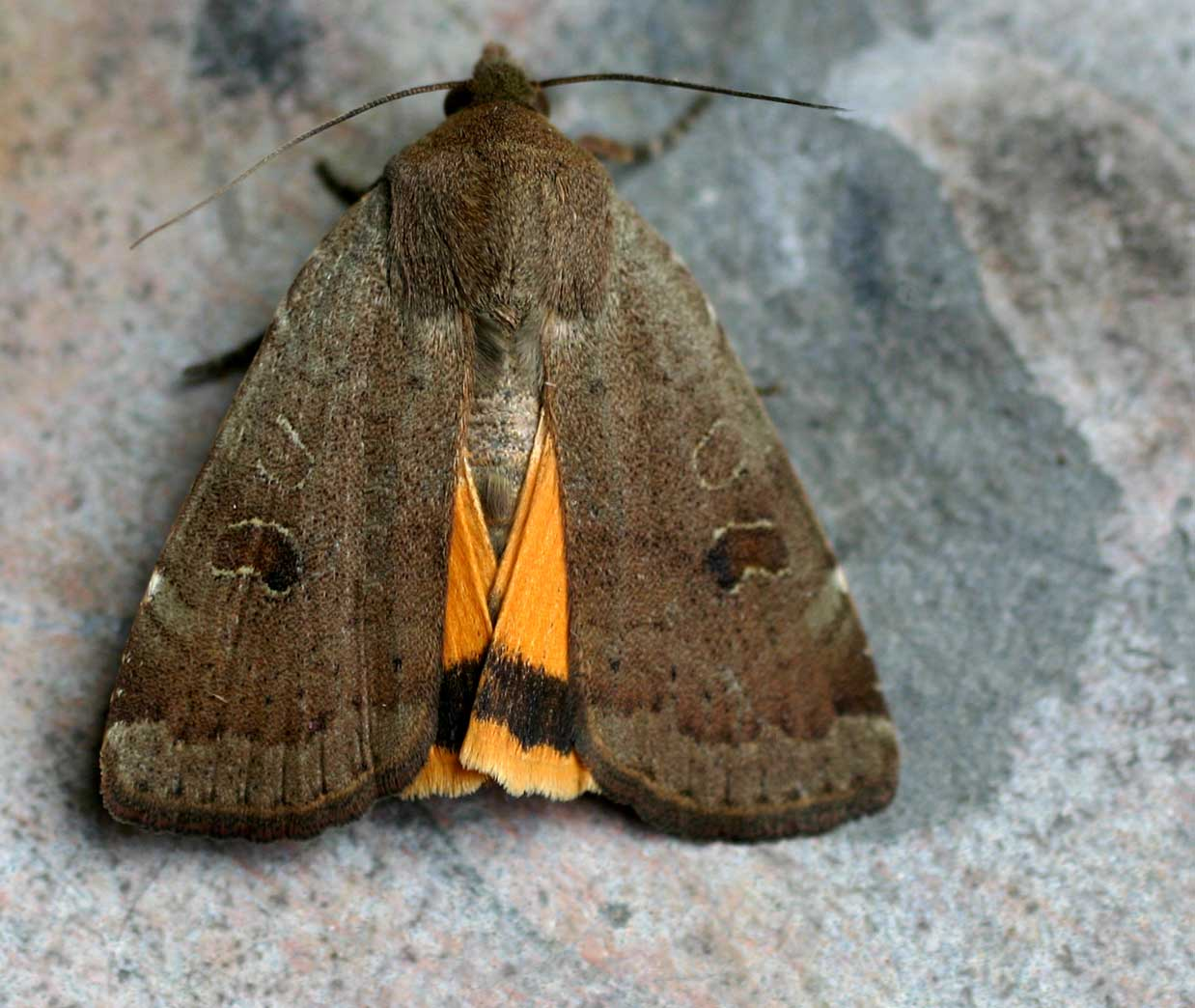
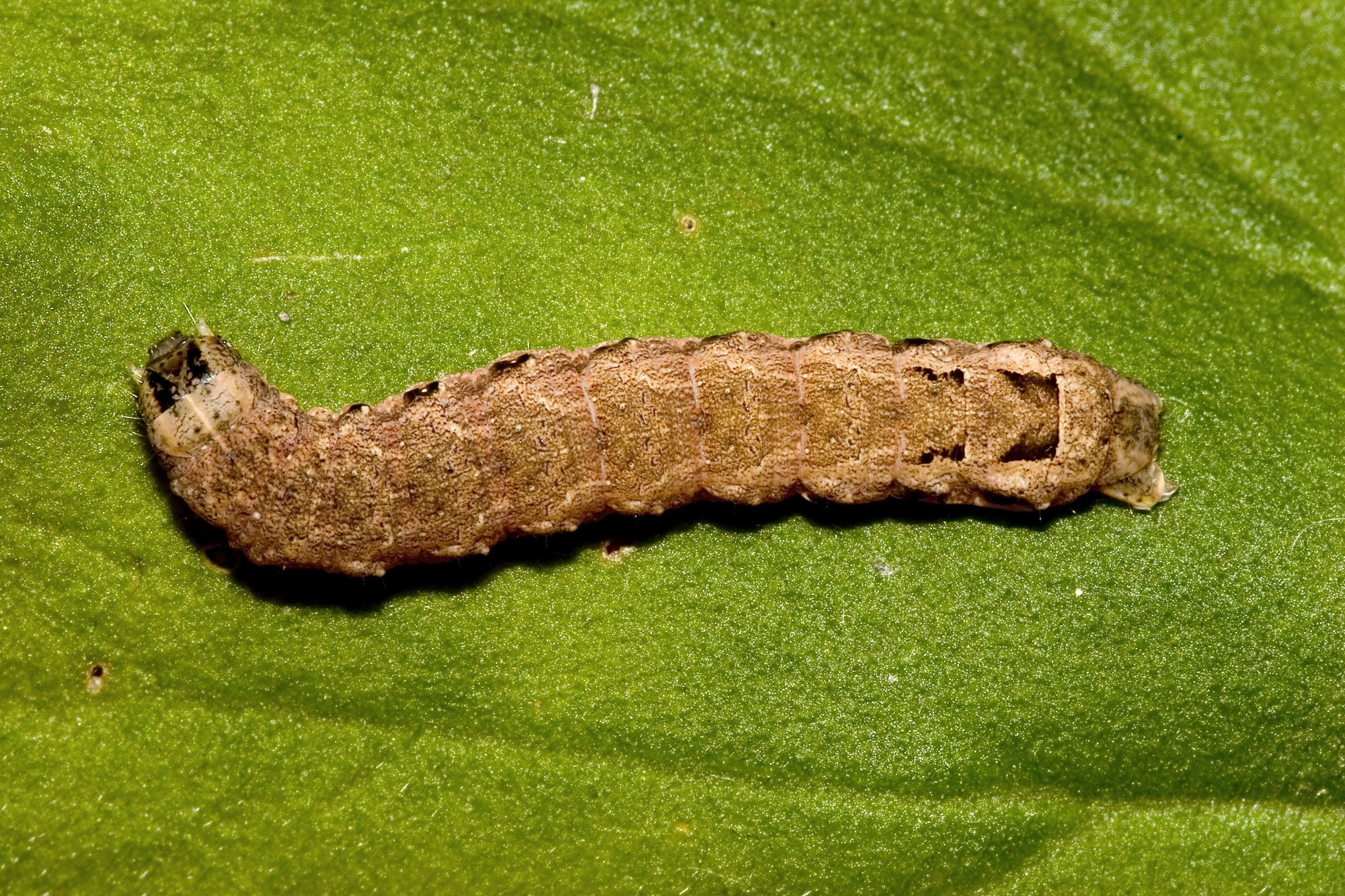
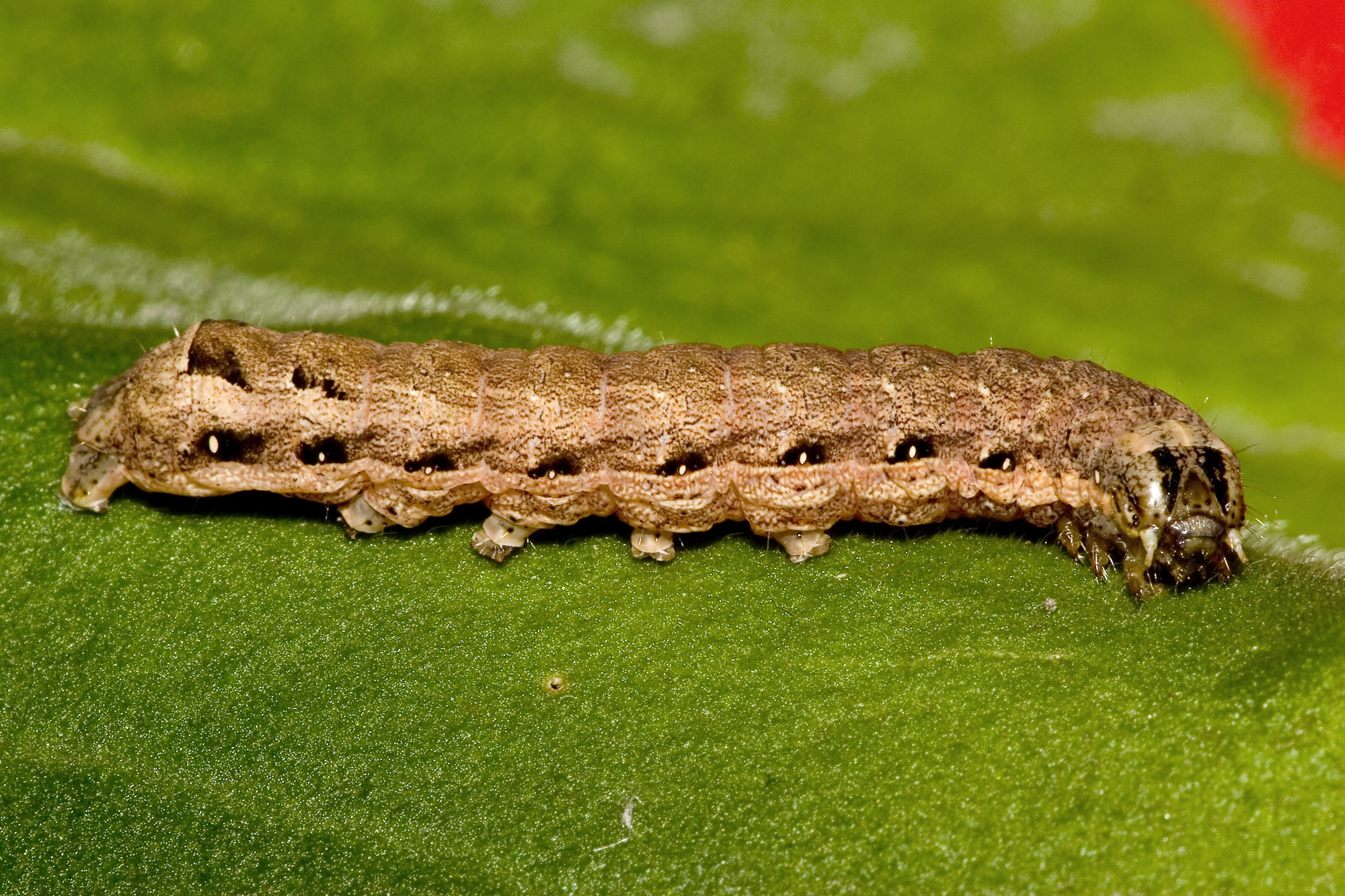
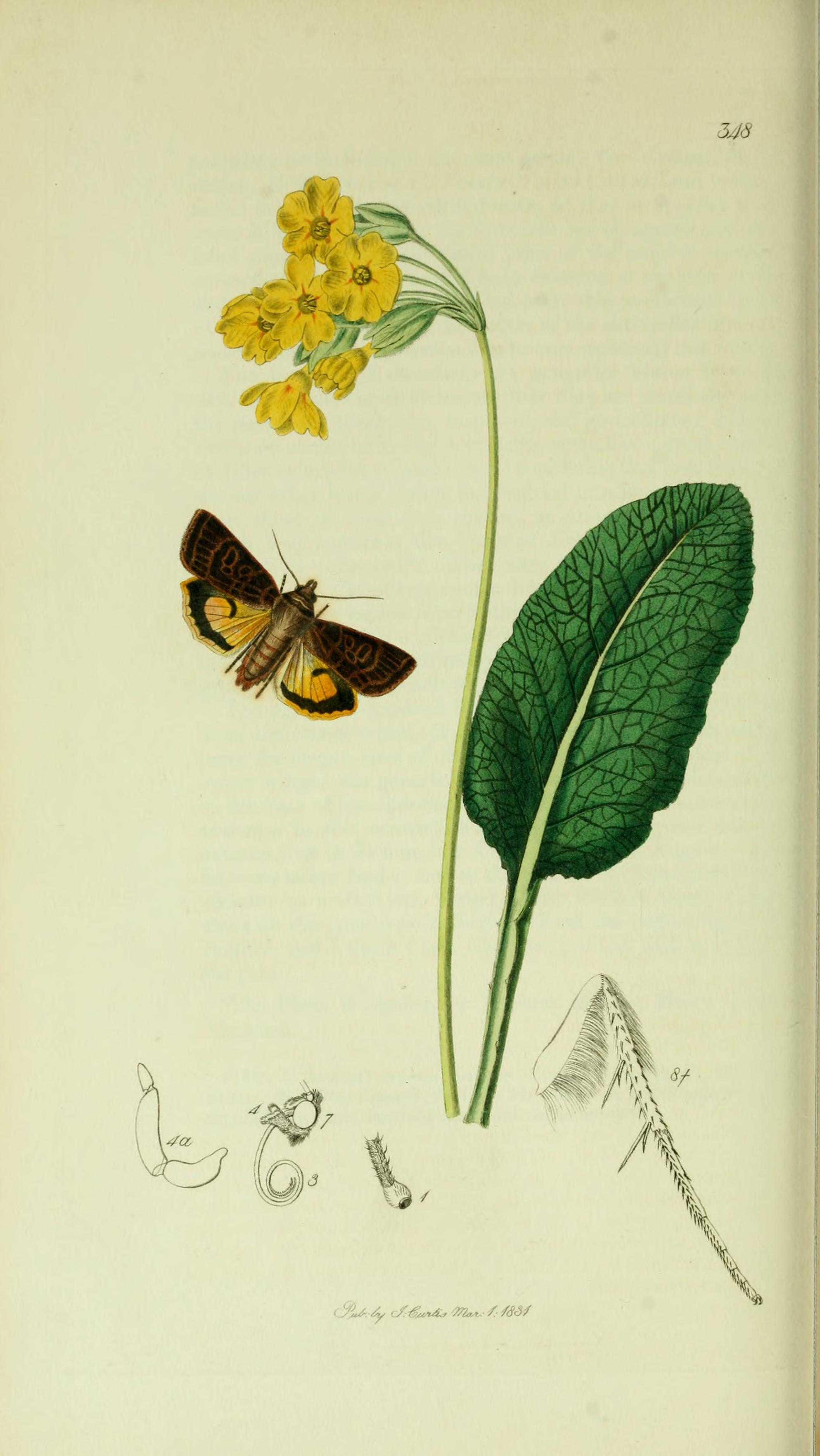

## Các loại cây thực phẩm
- Betula - bạch dương
- Calluna
- Cirsium
- Crataegus
- Digitalis
- Fragaria
- Plantago
- Prunus
- Rumex
- Salix